# 김일훈 (야구인)
김일훈(1973년 2월 28일~ )는 전 KBO 리그 한화 이글스의 선수이자, 현재 한국 독립야구단 연천 미라클의 코치이다.

## 출신 학교
- 경포중학교
- 강릉고등학교